# Cryphoeca montana
Espèce
Cryphoeca montana est une espèce d'araignées aranéomorphes de la famille des Cybaeidae.

## Distribution
Cette espèce se rencontre aux États-Unis au New Hampshire et en Wisconsin et au Canada au Saskatchewan, en Ontario, au Québec, au Nouveau-Brunswick, en Nouvelle-Écosse et en Terre-Neuve-et-Labrador,,.

## Description
Le mâle mesure 4 mm et la femelle 3 mm.

## Publication originale
- Emerton, 1909 : Supplement to the New England Spiders. Transactions of the Connecticut Academy of the Arts and Sciences, vol. 14, p. 171-236 (texte intégral).